# Irena Sławińska
Irena Zofia Sławińska (ur. 30 sierpnia 1913 w Wilnie, zm. 18 stycznia 2004 w Warszawie) – polska teatrolożka, historyczka i teoretyczka literatury,

## Życiorys
Urodziła się w Wilnie, jej rodzicami byli Helena z Kurnatowskich i Seweryn Sławiński, inżynier dróg i mostów. W 1930 złożyła egzamin dojrzałości w Gimnazjum im. Elizy Orzeszkowej w Wilnie, a następnie studiowała polonistykę i romanistykę na Uniwersytecie Stefana Batorego w Wilnie (magisterium w 1935 u prof. Manfreda Kridla). W latach 1937–1938 pracowała jako nauczycielka w szkołach średnich w Wilnie, w roku 1938 jako stypendystka Funduszu Kultury Narodowej wyjechała do Paryża, gdzie kontynuowała studia na Sorbonie. W czasie II wojny światowej, za pierwszej okupacji radzieckiej, kontynuowała pracę nauczycielską w szkołach kowieńskich i wileńskich; po wkroczeniu Niemców pracowała fizycznie, m.in. jako robotnica rolna w majątku Glinciszki. Brała także udział w tajnym nauczaniu w Wilnie i okolicach.
Wojna przekreśliła jej plany małżeńskie; narzeczony,  matematyk Józef Marcinkiewicz  zginął w Katyniu. Irena Sławińska do końca życia pozostała samotna.
Po wojnie związana z nauczaniem i badaniami akademickimi, w latach 1945–1949 starszy asystent w Katedrze Historii Literatury Polskiej na Uniwersytecie Mikołaja Kopernika w Toruniu, od 1949 pracownik Katolickiego Uniwersytetu Lubelskiego. Na KUL była kolejno adiunktem (od 1950) i od 1956 profesorem (tytuł profesora zwyczajnego otrzymała w 1969). W latach 1976–1978 prowadziła dodatkowo wykłady zlecone na Uniwersytecie Gdańskim. W 1978 podpisała deklarację założycielską Towarzystwa Kursów Naukowych. 
Od 1956 roku należała do zespołu redakcyjnego „Tygodnika Powszechnego”, była także współzałożycielką Ogólnopolskiego Klubu Postępowej Inteligencji Katolickiej (przekształconego następnie w Kluby Inteligencji Katolickiej) i jego wiceprezesem.
Miała także kontakty z uczelniami zagranicznymi; jeszcze w latach przedwojennych (1938–1939) uzupełniała studia na Sorbonie w Paryżu, ponadto 1958–1959 na Uniwersytecie Yale. W wielu uczelniach była visiting professor, m.in. na Katolickim Uniwersytecie w Louvain, Uniwersytecie we Fryburgu szwajcarskim oraz na kilku uniwersytetach amerykańskich i kanadyjskich.
Autorka ponad 300 prac dotyczących teorii interpretacji teatru i dramatu, szczególnie twórczości Norwida. Była odznaczona m.in. Krzyżem Kawalerskim Orderu Odrodzenia Polski oraz Nagrodą im. Księdza Idziego Radziszewskiego Towarzystwa Naukowego KUL  za rok (1986), za całokształt dorobku naukowego w duchu humanizmu chrześcijańskiego.
Została pochowana na cmentarzu Powązkowskim (kwatera 16-2-4).

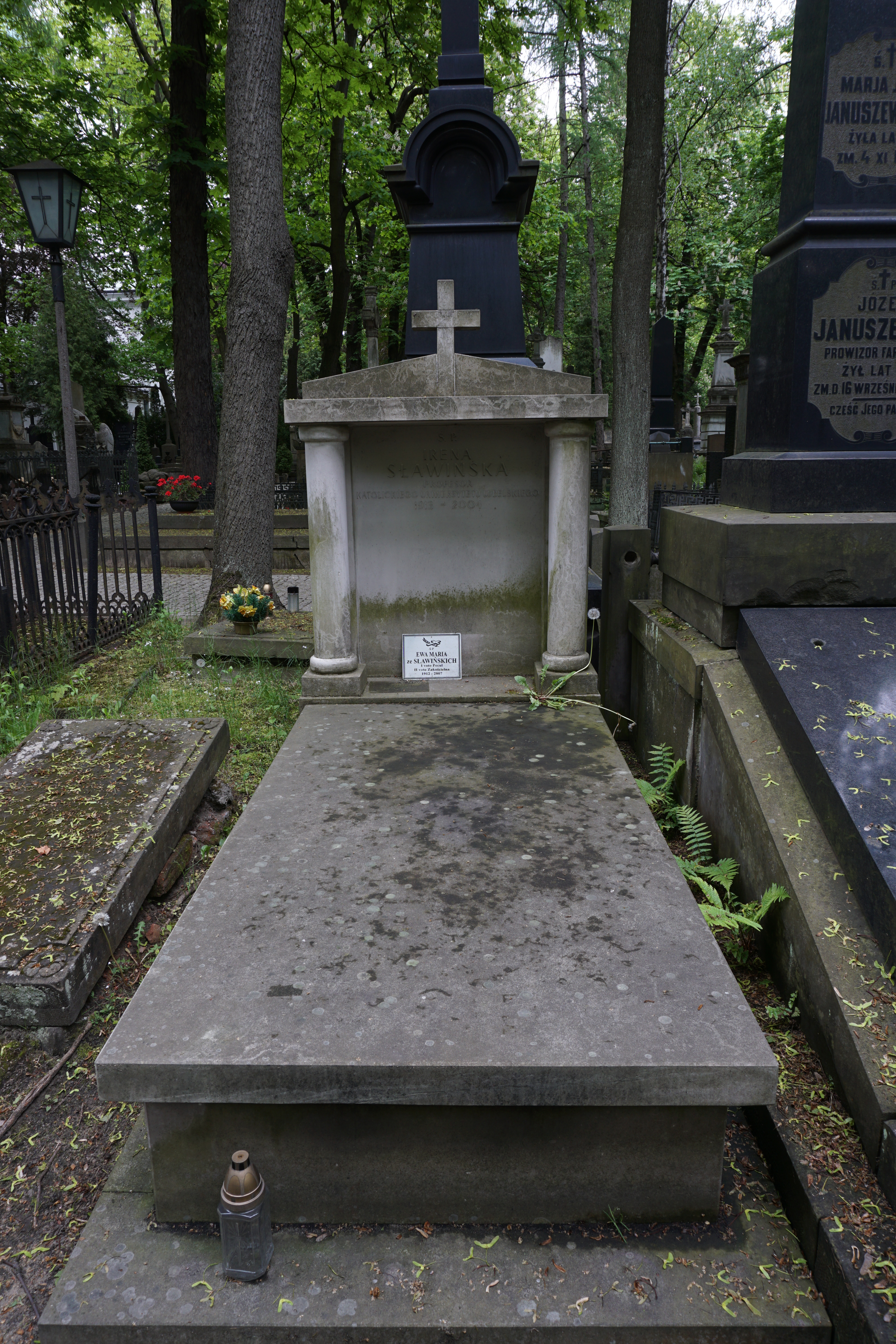
Grób Ireny Sławińskiej na cmentarzu Powązkowskim

## Twórczość (wybór)
- Tragedia w epoce Młodej Polski (1948, monografia)
- Pięć studiów o Norwidzie (1949, współautorka)
- O komediach Norwida (1953)
- Sceniczny gest poety (1960)
- Myśl teatralna Młodej Polski (1966, antologia tekstów z epoki, opatrzona komentarzem; redakcja i wstęp)
- Reżyserska ręka Norwida (1971)
- Współczesna refleksja o teatrze (1979, synteza)
- Le theatre dans pensee contemporaine. Anthropologie et theatre (1985)
- Odczytywanie dramatu (1988)
- Teatr w myśli współczesnej: ku antropologii teatru, Warszawa (1990).  ISBN 83-01-09327-7
- Szlakami moich wód, Norbertinum, Lublin 2004 – wspomnienia